# Quan Đường (quận)
Quan Đường (giản thể: 观塘区; phồn thể: 觀塘區; bính âm: Guāntáng qū; Việt bính: gun1tong4 keoi1) là một trong 18 quận của Hồng Kông. Quận thuộc Bán đảo Cửu Long. Dân số quận năm 2001 là 562.427 người. Đây là quận đông dân thứ ba và có thu nhập bình quân thấp nhất toàn đặc khu.
Đây là quận có một độ dân cư cao nhất tại Hồng Kông, lên tới 55.000 người/km², nhưng cũng là một trong những khu vực công nghiệp lớn nhất tại Hồng Kông. Ô nhiễm, nghèo nàn và dân số già là những vấn đề đáng quan tâm của quận. Theo điều tra vào năm 2001, tỉ lệ nghèo và dân số già của quận lần lượt là 22,6% và 15,5%. Hơn nữa, số người nghèo sống trong quận là 124.803, đông nhất tại Hồng Kông.

## Công nghiệp
Quan Đường là một trong những khu vực công nghiệp tại District Hồng Kông. Các nhà máy bắt đầu được xây dựng từ thập niên 1950. Các khu công nghiệp tập trung chủ yếu tại Vịnh Cửu Long, Quan Đường và Du Đường (tây nam của đường Quan Đường), and Yau Tong. Từ khi các ngành công nghiệp tại Hồng Kông trở nên không còn quan trọng, nhiều nhà máy đã bị phá rỡ và các tòa nhà thương mại đã thay thế chúng.

### Khu dân cư
Các khu dân cư tại quận Quan Đường chủ tập trung tại Ngưu Đầu Giác, phía trên trung tâm Quan Đường, Tú Mậu Bình và Lâm Điền. Khoảng 54% dân số quận Quan Đường sống tại các bất động sản công, 13% là tài sản phối hợp, 4% là tài sản phối hợp một phần và phần còn lại là nhà thuộc sở hữu tư nhân. Hiện nhiều bất động sản cũ đang được thay thế bằng những tòa nhà mới hơn.

## Khu vực
Quận bao gồm các khu vực dưới đây:
- Quan Đường (Kwun Tong - 觀塘)
- Ngưu Đầu Giác (Ngau Tau Kok - 牛頭角)
- Vịnh Cửu Long (Kowloon Bay - 九龍灣)
- Tú Mậu Bình (Sau Mau Ping - 秀茂坪)
- Lâm Điền (Lam Tin - 藍田)
- Du Đường (Yau Tong - 油塘)
- Lý Ngư Môn (Lei Yue Mun - 鯉魚門)